# Rachel Hopkins
Rachel Louise Hopkins (née le 30 décembre 1972) est une femme politique du parti travailliste britannique qui est députée de Luton South depuis les élections générales de 2019. Elle siège au conseil d'arrondissement de Luton depuis 2011 et est membre exécutif du cabinet pour la santé publique,.

## Jeunesse et éducation
Hopkins est née à Luton et à l'hôpital universitaire de Dunstable et grandit dans la région de Biscot. Elle fréquente le Denbigh High School puis le Luton Sixth Form College avant de poursuivre ses études à l'université de Leicester. Son premier emploi à temps plein est à la Banque TSB . Elle étudie ensuite à temps partiel pour une maîtrise de l'université du Bedforshire. Elle vit actuellement à High Town avec son partenaire, Iain.
Le père de Hopkins, Kelvin, est également député travailliste de la circonscription de Luton North entre 1997 et 2019. Son grand-père, Harold, est physicien.

## Carrière
Hopkins travaille à la Commission électorale et à l'Autorité de la fertilisation humaine et de l'embryologie. Elle est gouverneur du Luton Sixth Form College depuis 2014.
Hopkins est membre du conseil municipal de Luton depuis 2011 et membre exécutif du cabinet pour la santé publique. Elle est choisie comme candidate pour Luton sud par un panel de quatre plutôt que par les membres du parti loca).
Hopkins est considérée comme étant à gauche du parti travailliste comme son père l'était. Elle est également connue pour avoir voté pour le Brexit, comme son père, faisant d'elle l'une des rares députés travaillistes connus (aux côtés de Graham Stringer et John Cryer) à l'avoir voté.
Elle est élue à l'élection générale de 2019 au Royaume-Uni pour Luton South avec 51,8% des voix. Elle est membre du groupe de campagne socialiste du Labour.
Le 15 octobre 2020, Hopkins démissionne de son poste de PPS de Marsha de Cordova pour voter contre le projet de loi sur les sources secrètes du renseignement humain (conduite criminelle), en désaccord avec le whip travailliste qui demande de s'abstenir.